# Alan G. Lafley

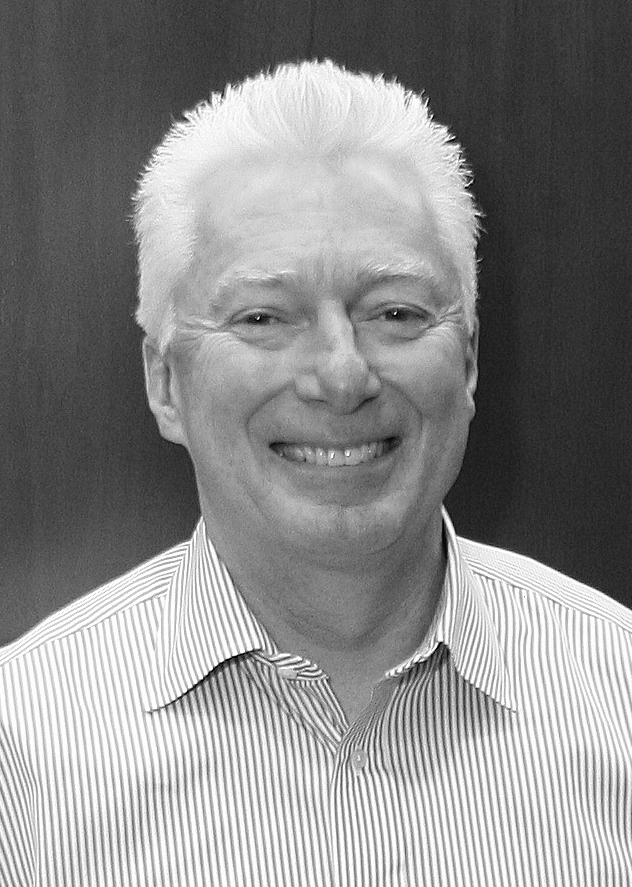
Alan George Lafley

Alan George Lafley (* 13. Juni 1947 in Keene, New Hampshire) ist ein US-amerikanischer Manager.

## Leben
Lafley besuchte die Fenwick High School in Oak Park. Er studierte am Hamilton College in New York State, das er 1969 mit dem B.A. abschloss, und machte 1977 seinen MBA an der Harvard Business School. Während des Vietnamkrieges war er als Nachschuboffizier bei der United States Navy tätig.
Von 2000 bis 2009 war Lafley CEO von Procter & Gamble und hat überdies Sitze im Direktorium von General Motors, General Electric und Dell inne. Sein Grundgehalt 2002 betrug 1,7 Millionen US-Dollar zuzüglich drei Millionen US-Dollar Bonus, seine compensation package (Gesamtvergütung) lag bei 87,8 Millionen US-Dollar. Im Mai 2013 wurde bekannt, dass Alan Lafley den Posten als Vorsitzender, Präsident und CEO von Procter & Gamble zum 30. Juni 2013 erneut übernimmt und damit Robert A. McDonald nach vier Jahren an der Spitze ablösen wird. Im November 2015 wurde er von David S. Taylor als Präsident und CEO von Procter & Gamble abgelöst.
Er verfasste mehrere Artikel für die Harvard Business Review.

## Auszeichnungen
- „CEO of the Year 2006“ der Zeitschrift Chief Executive
- „2010 Hall of Achievement Award“ der Grocery Manufacturers Association
- Edison Achievement Award (2010)
- Aufnahme in die IndustryWeek Manufacturing Hall of Fame (2010)
- Warren Bennis Award for Leadership Excellence (2011)
- Aufnahme in die Advertising Hall of Fame (2012)